# 岡田元治
岡田 元治（おかだ もとはる、1897年〈明治30年〉1月5日 - 1978年〈昭和53年〉5月5日）は、大日本帝国陸軍軍人。最終階級は陸軍少将。

## 経歴
1897年（明治30年）に広島県で生まれた。陸軍士官学校第30期、陸軍大学校第41期卒業。1940年（昭和15年）3月9日に工兵第11連隊長に就任し、8月1日に陸軍工兵大佐に進級した。1941年（昭和16年）4月に第11師団参謀長（関東軍・第5軍）に就任し、虎林に駐屯した。
1944年（昭和19年）8月1日に陸軍少将に進級し、11月22日に陸軍工兵学校長に就任した。
1947年（昭和22年）11月28日、公職追放仮指定を受けた。